# Erlbach (Rennertshofen)
Erlbach ist ein Kirchdorf und Ortsteil des Marktes Rennertshofen im Landkreis Neuburg-Schrobenhausen im Regierungsbezirk Oberbayern.

## Geographie
Erlbach liegt inmitten der hügeligen Landschaft der Südlichen Frankenalb.

## Nachbarorte
| Gansheim, Boschenmühle | Trugenhofen                                 |                            |
|                        | Kompassrose, die auf Nachbargemeinden zeigt | Gallenmühle, Rennertshofen |
| Bertoldsheim           | Bertoldsheim                                |                            |

## Geschichte
Erlbach, am Südhang des Jura gelegen, hat derzeit 77 Einwohner. Die Endung -bach deutet auf eine Besiedlung um das 6./7. Jahrhundert nach Christus. Namensgebend war, so ist anzunehmen, ein kleiner Fluss, der Vorgänger des heutigen Giesgrabens.
Die Herrscher des umgebenden Landes waren zunächst die Graisbacher, dann die Wittelsbacher und schließlich die Fürsten von Pfalz-Neuburg. Erlbach selbst war seit alters her als Teil der Hofmark und durch die Pfarrer eng mit Bertoldsheim verbunden. So weit feststellbar, hatten die Gutsbesitzerfamilien von Waller, von Ellrichshausen, von Berling, von Isselbach, von Hornstein, von Eckart beziehungsweise Du Moulin-Eckart bis 1848 auch in Erlbach das Sagen.
Urkundlich wird Erlbach erstmals am 25. Juni 1314 in einer Urkunde des Bischofs Philipp von Eichstätt genannt „in villa Erlbach“. Weitere Urkunden datieren vom 19. Januar 1315, 6. Februar 1315 und aus dem Jahr 1324. Aus der Folgezeit ist wenig bekannt. Mit Beginn des 19. Jahrhunderts werden die Quellen wieder reichlicher:
So wird berichtet, dass die St. Anton Kapelle im Jahr 1819 von der Gemeinde Erlbach neu erbaut wurde. Den Platz erhielt die Gemeinde als Schenkung von Karl Meier, Hausnummer 14 in Erlbach.
Auf Bitten und nach Errichtung einer Kirchenstiftung erlaubten das Vikariat des Bistums Augsburg und der Grund- und Gerichtsherr General von Eckart im Jahr 1822, dass in der Kapelle Messen gelesen werden dürfen.
Das Grundsteuer-Kataster Erlbachs von 1833 zählt zwei Höfe, 17 Sölden (kleine Anwesen) sowie die Kapelle, das Armenhaus und das Hirtenhaus auf. 1840 zählte der Ort 86 Einwohner.
Oftmals war man sich mit der Gutsherrschaft nicht einig, wenn es um das Hüt- und Weiderecht, die gutsherrliche Erbhöferei oder das Gnäckvieh- und Streurecht ging. Am 14. Juli 1905 zum Beispiel entschied das Oberlandesgericht Nürnberg als Fideikommissgericht, dass aus dem Wald am Ziegelschlag, Pl.Nr. 444, 1,32 Tagwerk, die Nutzungen der Gemeinde Erlbach seit alters her zustehen und nicht der Familie Du Moulin-Eckart. Der Anspruch der Gemeinde Erlbach auf dem Besitz der Pl.Nr. 508 1/3 im Kuchelholz aber wurde, weil rechtlich bedeutungslos, abgewiesen.
1945 hatte sich Erlbach zeitweise um die Unterbringung und Verpflegung von 500 polnischen Kriegsgefangenen zu kümmern. 1946 kamen rund 70 Heimatvertriebene und Flüchtlinge ins Dorf, von denen aber nur drei ansässig wurden.
Finanzielle Herausforderungen für die Gemeinde waren 1959–1964 die Flurbereinigung mit dem Ausbau der Verbindungswege nach Rennertshofen und Trugenhofen, die zentrale Wasserversorgung und 1967/68 der Straßenbau im Ort.
Die Freiwillige Feuerwehr ist der einzige Verein. Die Veteranen, Soldaten und Sportler sind in Bertoldsheim beheimatet.

## Gemeinde
Erlbach gehörte ab 1808 (erstes Gemeindeedikt) zum Steuerdistrikt Bertoldsheim. Mit dem zweiten Gemeindeedikt von 1818 wurde der Ort eine eigene Ruralgemeinde im Landgericht Monheim. Ab 1. Juli 1862 (Trennung von Verwaltung und Justiz) gehörte die Gemeinde auch zum Bezirksamt Donauwörth. 
Am 1. Oktober 1879 wechselte die Gemeinde vom Landgericht Monheim zum Amtsgericht Neuburg an der Donau und in der Folge am 1. Januar 1880 in die Zuständigkeit des Bezirksamtes Neuburg an der Donau.
Am 1. Januar 1976 wurde die Gemeinde Erlbach in den Markt Rennertshofen eingemeindet.